# Zdzisław Rozwalak
Zdzisław Rozwalak (ur. 3 stycznia 1943 we Poznaniu, zm. 15 października 2013 tamże) – polski robotnik i działacz związkowy, pierwszy przewodniczący zarządu Regionu Wielkopolska NSZZ „Solidarność” (1981).

## Życiorys
Po ukończeniu zasadniczej szkoły zawodowej pracował jako ślusarz, od 1965 zatrudniony w Poznańskiej Fabryce Maszyn Żniwnych „Agromet”. W sierpniu 1980 przewodniczył komitetowi strajkowemu w swoim zakładzie pracy, we wrześniu dołączył do „Solidarności”. Został pierwszym przewodniczącym zarządu Regionu Wielkopolska związku, był delegatem na I Krajowy Zjazd Delegatów w Gdańsku. Po wprowadzeniu stanu wojennego zatrzymano go 14 grudnia 1981. Zwolniono go, gdy podpisał deklarację lojalności, co zostało przez władze komunistyczne przedstawione w mediach. Fakt ten chciano wykorzystać również propagandowo w trakcie zorganizowanego w Poznaniu spotkania dla kilkudziesięciu dziennikarzy zagranicznych. Jednakże w jego trakcie Zdzisław Rozwalak publicznie odwołał swoją tzw. lojalkę, tłumacząc, że podpisał ją pod przymusem w siedzibie Milicji Obywatelskiej.
Kontynuował później działalność opozycyjną w swoim zakładzie pracy, m.in. zajmował się kolportażem wydawnictw podziemnych. W latach 90. był przewodniczącym komisji zakładowej związku w PFMŻ „Agromet”. Od 1994 kierował Wielkopolską Fundacją Pomocy Inwalidom Filar.